# U-354
Unterseeboot 354 foi um submarino alemão do Tipo VIIC, pertencente a Kriegsmarine que atuou durante a Segunda Guerra Mundial.
O U-354 esteve em operação entre os anos de 1942 e 1944, realizando neste período onze patrulhas de guerra, nas quais afundou e danificou quatro navios aliados.
O submarino foi afundado no dia 24 de agosto de 1944 por cargas de profundidade lançadas pelos navios britânicos HMS Mermaid, HMS Peacock, HMS Loch Dunvegan e HMS Keppel. Todos os 51 tripulantes morreram neste afundamento.

## Comandantes
| Comandante                   | Data                                           |
| ---------------------------- | ---------------------------------------------- |
| Kptlt. Karl-Heinz Herbschleb | 22 de abril de 1942 - 22 de fevereiro de 1944  |
| Oblt. Hans-Jürgen Sthamer    | 22 de fevereiro de 1944 - 24 de agosto de 1944 |

## Subordinação
| Período                                      | Flotilha                   |
| -------------------------------------------- | -------------------------- |
| 22 de abril de 1942 - 30 de setembro de 1942 | 5. Unterseebootsflottille  |
| 1 de outubro de 1942 - 14 de outubro de 1942 | 1. Unterseebootsflottille  |
| 15 de outubro de 1942 - 31 de maio de 1943   | 11. Unterseebootsflottille |
| 1 de junho de 1943 - 24 de agosto de 1944    | 13. Unterseebootsflottille |

## Operações conjuntas de ataque
O U-354 participou das seguinte operações de ataque combinado durante a sua carreira:
- Eisbär (27 de março de 1943 - 1 de abril de 1943)
- Wiking (4 de agosto de 1943 - 15 de setembro de 1943)
- Eisenbart (1 de novembro de 1943 - 4 de dezembro de 1943)
- Eisenbart (8 de dezembro de 1943 - 28 de dezembro de 1943)
- Boreas (9 de março de 1944 - 10 de março de 1944)
- Hammer (10 de março de 1944 - 5 de abril de 1944)
- Donner (5 de abril de 1944 - 11 de abril de 1944)
- Donner & Keil (20 de abril de 1944 - 2 de maio de 1944)
- Trutz (22 de agosto de 1944 - 24 de agosto de 1944)